# Temporada 1986 del Campeonato del Mundo de Motociclismo
La temporada de 1986 fue la 38.º edición del Campeonato Mundial de Motociclismo.

## Desarrollo y resultados
La temporada se inició el 4 de mayo en el Circuito Permanente del Jarama, España, terminando el 28 de septiembre en Hockenheim, Alemania. Se disputaron un total de 12 grandes premios.
El campeonato mundial de 500cc fue ganado por Eddie Lawson (Honda), seguido por Wayne Gardner (Yamaha) y Randy Mamola (Yamaha).
Las categorías de 250cc y 125cc fueron ganadas por Carlos Lavado y Luca Cadalora, respectivamente.

## Calendario
| Ronda | Fecha            | Gran Premio                       | Circuito       | Ganador 80cc         | Ganador 125cc      | Ganador 250cc    | Ganador 500cc |
| ----- | ---------------- | --------------------------------- | -------------- | -------------------- | ------------------ | ---------------- | ------------- |
| 1     | 4 de mayo        | Gran Premio de España             | Jarama         | Jorge Martínez Aspar | Fausto Gresini     | Carlos Lavado    | Wayne Gardner |
| 2     | 18 de mayo       | Gran Premio de las Naciones       | Monza          | Stefan Dörflinger    | Fausto Gresini     | Anton Mang       | Eddie Lawson  |
| 3     | 25 de mayo       | Gran Premio de Alemania           | Nurburgring GP | Manuel Herreros      | Luca Cadalora      | Carlos Lavado    | Eddie Lawson  |
| 4     | 8 de junio       | Gran Premio de Austria            | Salzburgring   | Jorge Martínez Aspar | Luca Cadalora      | Carlos Lavado    | Eddie Lawson  |
| 5     | 15 de junio      | Gran Premio de Yugoslavia         | Rijeka         | Jorge Martínez Aspar |                    | Sito Pons        | Eddie Lawson  |
| 6     | 28 de junio      | Gran Premio de los Países Bajos   | Assen          | Jorge Martínez Aspar | Luca Cadalora      | Carlos Lavado    | Wayne Gardner |
| 7     | 6 de julio       | Gran Premio de Bélgica            | Spa            |                      | Domenico Brigaglia | Sito Pons        | Randy Mamola  |
| 8     | 20 de julio      | Gran Premio de Francia            | Le Mans        |                      | Luca Cadalora      | Carlos Lavado    | Eddie Lawson  |
| 9     | 3 de agosto      | Gran Premio de Gran Bretaña       | Silverstone    | Ian McConnachie      | August Auinger     | Dominique Sarron | Wayne Gardner |
| 10    | 9 de agosto      | Gran Premio de Suecia             | Anderstorp     |                      | Fausto Gresini     | Carlos Lavado    | Eddie Lawson  |
| 11    | 24 de agosto     | Gran Premio de San Marino         | Misano         | Pier Paolo Bianchi   | August Auinger     | Tadahiko Taira   | Eddie Lawson  |
| 12    | 28 de septiembre | Gran Premio del Baden-Württemberg | Hockenheim     | Gerhard Waibel       | Fausto Gresini     |                  |               |